# Diachasmimorpha aino
Diachasmimorpha aino är en stekelart som först beskrevs av Watanabe 1938.  Diachasmimorpha aino ingår i släktet Diachasmimorpha och familjen bracksteklar. Inga underarter finns listade i Catalogue of Life.